# Abazinsk
Abazinsk, også kaldet abaza, er et sprog, der tales af mellem 35.000 og 40.000 mennesker i republikken Karatjajevo-Tjerkessien i den russiske del af det nordlige Kaukasus; dertil kommer ca. 10.000 talere, som lever i eksil i Tyrkiet. Sproget tilhører den nordvestkaukasiske sprogfamilie eller sprogæt og er nært beslægtet med abkhasisk.
Abazinsk er siden 1937 blevet skrevet med det kyrilliske alfabet. I Tyrkiet anvendes dog det latinske alfabet. Skriftsproget bygger på dialekten tapanta.